# Systelloderes inusitatus
Systelloderes inusitatus är en insektsart som beskrevs av Drake och Harris 1927. Systelloderes inusitatus ingår i släktet Systelloderes och familjen Enicocephalidae. Inga underarter finns listade i Catalogue of Life.